# 크리스 올리바
크리스 올리바(1963년 4월 3일~1993년 10월 17일)는 미국의 가수이다.

## 가족관계
형 존 올리바

## 데뷔
1983년 사바타지 1집 앨범 Sirens

## 경력
사바티지 멤버

## 사망
1993년 10월 17일, 교통사고로 죽었다.